# Hans Weinerth
Hans Weinerth (* 10. August 1935; † 27. Dezember 2015) war ein deutscher Physiker und Manager.

## Leben
Hans Weinerth stammt aus dem Sudetenland. Er studierte Physik an der Philipps-Universität Marburg und schloss sein Studium 1961 mit dem Diplom ab. Seine berufliche Laufbahn begann er bei dem Freiburger Unternehmen Intermetall. Im Jahr 1966 promovierte Weinerth an der RWTH Aachen zum Doktoringenieur. 1968 wechselte er zur Firma Philips. Dort wurde Weinerth 1976 zum Direktor der Philips GmbH bestellt und in die Geschäftsleitung der Valvo berufen. Im Jahr 1990 wurde er Geschäftsführer der neugegründeten Sican GmbH (Gesellschaft für Silizium-Anwendungen CAD/CAT Niedersachsen mbH). 1991 wurde er von der Technischen Universität Berlin, wo er bereits seit 1989 einen Lehrauftrag innehatte, zum Honorarprofessor berufen.
Hans Weinerth hatte zahlreiche Ehrenämter inne. Er gehörte dem Kuratorium des Fraunhofer-Instituts für Festkörpertechnologie an und war zeitweise Vorsitzender des Kuratoriums des Fraunhofer-Instituts für Mikrostrukturtechnik. Er war Vorsitzender des Konsortialkreises Submycron der Fraunhofer-Gesellschaft sowie Vorsitzender des Arbeitskreises „Mikroelektronik/Jessi“ des Zentralverbandes Elektrotechnik- und Elektronikindustrie (ZVEI). Im Jahr 1991 wurde er Vorsitzender der Deutschen Kommission für Ingenieurausbildung. Im selben Jahr hatte er den Niedersächsischen Verein zur Aus- und Weiterbildung von Nachwuchs im Bereich der Mikroelektronik gegründet.
Hans Weinerth war aktives Mitglied des Vereins Deutscher Ingenieure (VDI). Im Jahr 1979 war er einer der Initiatoren gemeinsamer Aktivitäten von VDI und VDE, die 1981 in die Gründung der VDE/VDI-Gesellschaft Mikroelektronik mündeten. Von 1980 bis 1983 war er Vorsitzender des Hamburger Bezirksvereins des VDI. Er war Vorsitzender der VDI-Hauptgruppe „Der Ingenieur in Beruf und Gesellschaft“ sowie des Wissenschaftlichen Beirats des VDI und gehörte dem VDI-Präsidium an. Weitere Ämter Weinerths waren unter anderem der Vorsitz des Beirats des VDI Bildungswerks sowie der Aufsichtsratsvorsitz der VDI/VDE-Technologiezentrum Informationstechnik GmbH.

## Auszeichnungen
- 1986: Ehrenvorsitzender der VDE/VDI-Gesellschaft Mikroelektronik
- 1993: Ehrenmitgliedschaft des VDI
- 2003: Bundesverdienstkreuz am Bande[2]

## Schriften und Werke (Auswahl)
- Technologie und Durchbruchsmechanismus von Zenerdioden. Dissertationsschrift. Aachen 1966.
- Schlüsseltechnologie Mikroelektronik. Franzis, München 1990, ISBN 3-7723-7202-3.
- Lexikon Elektronik und Mikroelektronik. VDI-Verlag, Düsseldorf 1990, ISBN 3-18-400896-7 (zusammen mit Dieter Sautter; eine erweiterte und aktualisierte Auflage wurde 1993 veröffentlicht).